# العباس بن عبد الله الترقفي
أبو مُحمَّد العبَّاس بن عبد الله بن أبي عيسى الباكسائي ويُعرف بـالتَّرْقُفي (توفي ق. 268هـ / 880م) هو مُحدِّث ثقة، ديِّن، صالح، عابد. سكن بغداد وحدَّث بها، وتوفي في سُرَّ من رأى في العصر العبَّاسي.

## سيرته
هو العباس بن عبد الله بن أبي عيسى (واسم أبي عيسى أزداذ بن داذ)، المعروف بالترقفي، وهو باكسائي الأصل. سكن بغداد وحدَّث بها. كان أبوه عبد الله كاتبًا لمحمد بن زهرة الحارثي على منطقتي ماسبذان ومهرجانقذق في عهد الخليفة هارون الرشيد  (حكم 170 – 193هـ / 786 – 809م).
- شيوخه: سمع الترقفي من:[1]
  - محمد بن يوسف الفريابي
  - رواد بن الجراح العسقلاني
  - مروان بن محمد الطاطري
  - زيد بن يحيى بن عبيد الدمشقي
  - حفص بن عمر العدني
  - أبو عبد الرحمن المقرئ
  - موسى بن مسعود النهدي
  - عبد الأعلى بن مسهر الغساني
- تلاميذه: روى عنه:[1]
  - ابن أبي الدنيا
  - يحيى بن صاعد
  - علي بن محمد بن أحمد بن الجهم الكاتب
  - إسماعيل بن العباس الوراق
  - المحاملي
  - محمد بن مخلد
  - إسماعيل الصفار
  - محمد بن أحمد الأثرم
- مما رواه: حدث عن أبي حذيفة البصري، عن الحارث بن عمير، عن أيوب، عن أبي عثمان، عن أبي موسى، قال: مر بي النبي ﷺ وأنا أحرك شفتي بشيء، فقال: «يا أبا موسى ألا أعلمك شيئًا من كنز الجنة» قلت: بلى يا رسول الله. قال: «قل لا حول ولا قوة إلا بالله، فإنها من كنز الجنة».[1]

## مكانته
عُرف الترقفي بالثقة والديانة والصلاح والعبادة. وقال عنه ابن مخلد: «ما رأيته ضحك ولا تبسم». وقال عنه محمد بن إسحاق السراج: «صدوق ثقة». وقال عنه الدارقطني: «عباس بن عبدالله بن أبي عيسى الترقفي ثقة».

## وفاته
توفي العباس بن عبد الله الترقفي في مدينة سُرَّ من رأى. اختلف في تاريخ وفاته، فذكر عبد الله بن محمد البغوي أنه توفي سنة 257هـ، ولكن الخطيب البغدادي اعتبر هذا القول خطأً ورجح ما نقله عن ابن المنادي وأحمد بن كامل القاضي أنه توفي سنة 267هـ / 880م. ونقل ابن قانع قولًا آخر بوفاته في مُحرَّم سنة 268هـ / .

### فهرس المنشورات
1. 1 2 3 4 5  البغدادي (2001)، ج. 14، ص. 28-30.
2. 1 2 3  البغدادي (2001)، ج. 14، ص. 30.

### معلومات المنشورات كاملة
الكتب مرتبة حسب تاريخ النشر
- الخطيب البغدادي (2001)، تاريخ بغداد، تحقيق: بشار عواد معروف (ط. 1)، بيروت: دار الغرب الإسلامي، OCLC:49659164، QID:Q114815356